# Fairouz (cráter)

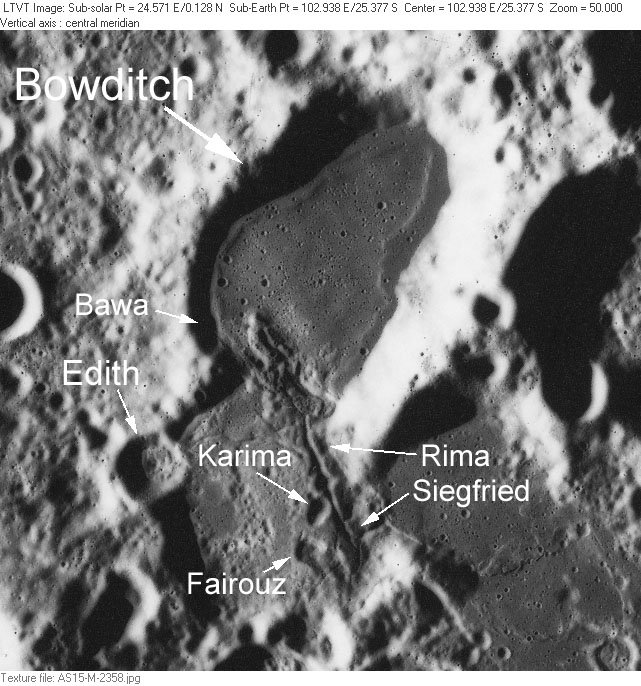
Imagen de la misión Apolo 15

Fairouz es un pequeño cráter de impacto perteneciente a la cara oculta de la Luna. Está situado en la costa noroeste del Lacus Solitudinis, en el costado oeste del cráter Bowditch y entre Titius (al oeste suroeste) y Perel'man (al estenoreste). Sus vecinos más cercanos son otros tres pequeños cráteres: Bawa (al nornoreste); Edith (al estenoreste) y Karima (al nornoreste). La Rima Siegfried se halla al noreste del cráter.
|  |

Es un cráter circular, con su silueta distorsionada por impactos menores en su sector suroeste y por un pequeño valle paralelo a la rima Siegfried en su sector sureste. El nombre fue adoptado por la UAI en 1976.